# شط المجر (القفر)

تعديل مصدري - تعديل

شط المجر محلة تابعة لقرية الملباجة، التابعة لعزلة بني مهدى بمديرية القفر إحدى مديريات محافظة إب في الجمهورية اليمنية، بلغ تعداد سكانها 26 حسب تعداد اليمن لعام 2004.